# Finsterau
Finsterau je místní částí statutární obce Mauth v zemském okrese Freyung-Grafenau v Bavorském lese na hranici s Českou republikou.

## Historie a zajímavosti
Osada Finsterau byla založena v roce 1704 jako poslední a nejsevernější osada na kašperskohorské větvi Zlaté stezky knížetem – biskupem Janem Filipem z Lambergu; v obci bylo tehdy deset nemovitostí. Původní název místa byl Halbwald, protože osada byla na půli cesty mezi Kreuzbergem a Kašperskými Horami. Termín Finsterau se poprvé objevil v polovině 18. století.

## Turistické zajímavosti
V letech 1910 až 1912. byl postaven novorománský farní kostel Mater dolorosa; architektem byl Johann Baptist Schott. S nadmořskou výškou 1030 metrů je nejvýše položeným farním kostelem v pasovské diecézi.
V roce 1980 bylo severozápadně od osady otevřeno muzeum v přírodě (skanzen).
V roce 1994 v osadě vzniklo u příležitosti seniorského mistrovství světa středisko běžeckého lyžování.

### Hraniční přechod
Severně od osady je hraniční přechod Finsterau – Bučina, a to pro pěší a cyklisty. Od poloviny května do začátku listopadu smí cestu k hraničnímu přechodu využívat pouze Igelbus, dopravce v Národním parku Bavorský les. Mimo provozní dobu těchto autobusů lze k hraničnímu přechodu dojet i soukromým vozidlem, ale od 9 do 18 hodin je vjezd na tuto cestu zakázán. Přejezd státní hranice motorovým vozidlem je zakázán.